# Edwin Denby
Edwin Denby, född 18 februari 1870, död 8 februari 1929, var en amerikansk politiker.
Denby var advokat i Michigan, och medlem av representanthuset 1905-1911. Han var marinminister 1921-1924 men tvingade av senaten att avgå som den i oljeskandalen 1924 närmast komprometterade.